# Cognat-Lyonne
Cognat-Lyonne là một xã ở tỉnh Allier thuộc miền trung nước Pháp.